# مسار مكافئي

المسار الأخضر في هذه الصورة مثال على مسار مكافئي.

في الميكانيكا السماوية أو المدارية المسار المكافئي (بالإنجليزية: Parabolic trajectory)‏ هو مدار كبلري يساوي اختلاف مركزه 1. عندما يتحرك بعيدا عن المصدر يسمى مدار الهروب، ما عدا ذلك يسمى مدار القبض.
كما يشار إليه أحيانا بمثابة مدار C3 = 0  فيما يتعلق بمركبة فضائية تترك الجسم المركزي (انظر طاقة مميزة).
في ظل القياسات الافتراضية فإن أي جسم مسافر على طول مدار الهروب سينجرف على طول المسار المكافئي إلى ما لا نهاية، مع سرعة بالنسبة إلى الجرم المركزي تميل إلى الصفر، وبالتالي لن يعود أبدا. المسارات المكافئية هي مسارات هروب متدنية الطاقة وتفصل مسارات الطاقة الإيجابية القطعية عن مدارات الطاقة السلبية الإهليلجية.

## السرعة
في ظل القياسات الافتراضية فإن السرعة الحركية ({\displaystyle v\,}) لجسم راحل على طول مسار مكافئي يمكن حسابها على النحو التالي:
{\displaystyle v={\sqrt {2\mu  \over {r}}}}
حيث أن:
- {\displaystyle r\,} هي المسافة الشعاعية لجسم في فلك من الجسم المركزي,
- {\displaystyle \mu \,} هي معلمة الجاذبية القياسية.

هذه السرعة ({\displaystyle v\,}) ترتبط ارتباطا وثيقا مع السرعة المدارية للجسم في مدار دائري لدائرة نصف قطرها يساوي شعاع موقع جسم في فلك على مسار مكافئي:
{\displaystyle v={\sqrt {2}}\cdot v_{o}}
جيث:
- {\displaystyle v_{o}\,} هي السرعة المدارية للجسم في مدار دائري.

## معادلة باركر
معادلة باركر تربط وقت الرحلة إلى الشذوذ الحقيقي للمسار المكافئي.
{\displaystyle t-T={\frac {1}{2}}{\sqrt {\frac {p^{3}}{\mu }}}\left(D+{\frac {1}{3}}D^{3}\right)}
حيث:
- D = tan(ν/2), ν الشذوذ الحقيقي للمدار
- t هو في الوقت الحالي بالثواني
- T هو وقت المرور في الحضيض بالثواني
- μ معلمة الجاذبية القياسية
- p المستقيم شبه العريض للمسار (p = h2/μ)